# Новая Осота

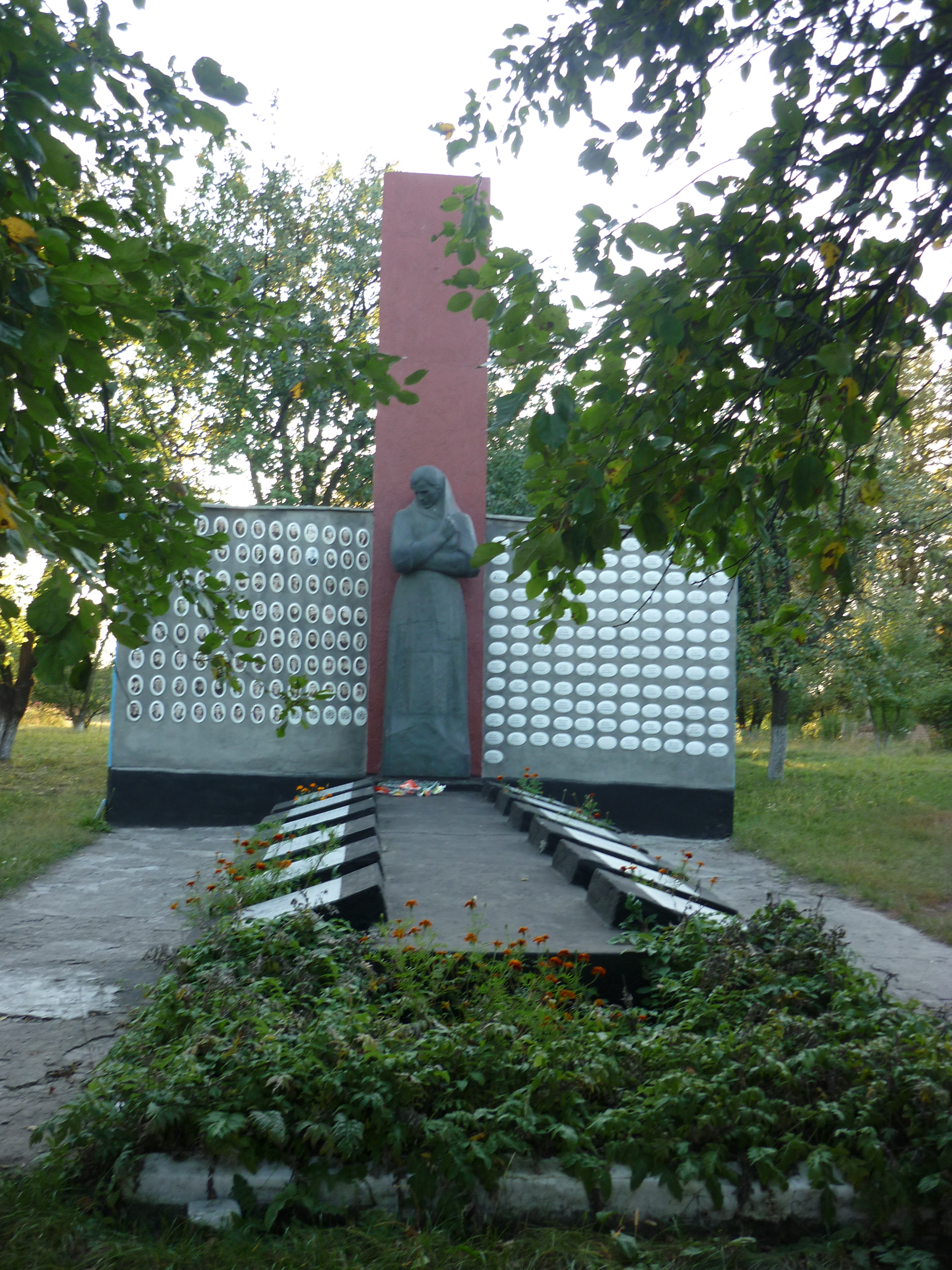
Памятник погибшим воинам

Но́вая Осота́ (укр. Нова Осота) — село в Александровской поселковой общине Кропивницкого района Кировоградской области Украины.
Население по переписи 2001 года составляло 1343 человека. Население по состоянию на 01.05.2025 года составляет 1035 человек. Почтовый индекс — 27314. Телефонный код — 5242. Код КОАТУУ — 3520587503.

## История
Старинное казацко-христианское село Чигиринщины, центра Державы Войска Запорожского (Гетьманщины) со времен Хмельниччины, в селе и его околицах издревле проживали многочисленные потомки старых казацко-христианских родов Киевской Руси-Украины (Малороссии), представители пёстрой и многоликой цивилизации воинов Христовых обеих берегов Днепра.
Состоянием на 1885 год в бывшем селе Староосотской волости Чигиринского уезда Киевской губернии проживало 1641 человек, насчитывалось 213 дворовых хозяйств, существовали православная церковь, школа и 2 постоялых двора.
До 2020 года село входило в Александровский район

## Известные уроженцы и жители
- Гупало, Денис Моисеевич — потомок старых казацко-христианских родов края, военный деятель времен УНР, атаман Чёрного леса;
- Богдан (атаман Холодного Яра) — атаман Холодного Яра, упомянут в книге Юрия Горлиса-Горского «Холодный Яр» посвященной казацко-христианскому повстанческому движению на Чигиринщине и Поднепровье, на землях Киевской Руси-Украины, молодой Украинской Республики 1920х гг.;
- Козырь, Михаил Сидорович (23.05.1894—24.10.1930) — потомок старых казацко-христианских родов края, известных со времен Гетьманщины (Державы Войска Запорожского) один из организаторов и руководителей рабоче-крестьянского (рабоче-христианского, красноказачьего, краснопартизанского) движения сопротивления Колчаку на Алтае, соратник Ефима Мамонтова, руководитель одного из полков его армии, брат барнаульского комсомольца и педагога Федосея Козыря (1911—1938), чьи родители переселились на Алтай в 1920-х гг.